# Tiasmyn
Tiasmyn (tiếng Ukraina: Тясмин, tên cổ tiếng Ukraina: Біла Річка) là một phụ lưu hữu ngạn của sông Dnepr tại Ukraina. Sông có chiều dài là 161 kilômét (100 mi), và diện tích lưu vực là 4.540 kilômét vuông (1.750 dặm vuông Anh).
Sông bắt nguồn từ phần phía bắc của làng Lyubomyrka (theo các nguồn khác thì ở vùng ngoại vi phía đông nam của làng Krasnosillia) thuộc huyện Oleksandrivka của tỉnh Kirovohrad. Lúc đầu, sông chảy chủ yếu về phía tây nam qua Vyshchi Vereshchaky, Nizhchi Vereshchaky, Sosnivky, sau đó qua Raihorod của huyện Kamianka của tỉnh Cherkasy. Sau đó, hướng dòng chảy thay đổi về phía bắc, và tại thành phố Smila sông chuyển theo phía đông bắc. Tại làng Buzukiv, Tyasmin lại chuyển hướng một lần nữa, bây giờ là hướng đông nam và chảy theo hướng này đến chính Chyhyryna. Đoạn cuối của sông chảy theo hướng đông, đổ nước vào hồ chứa nước Kremenchuk. Nếu theo đường thẳng thì đầu nguồn và châu thổ của sông chỉ cách nhau 33 km.
Độ dốc của sông là 0,34 m/km. Sông uốn khúc, chiều rộng từ 5-20m đến 40m, có một số khu vực bị kênh hóa. Nguồn nước sông đến từ tuyết tan và mưa. Sông đóng băng từ tháng 12 đến giữa tháng 3. Dòng chảy được điều tiết bởi một hồ chứa và các ao, có các cống điều tiết. Tại hạ lưu, một con đập bảo vệ với một trạm bơm công suất 85 m³/s được xây dựng để điều tiết dòng chảy của sông vào hồ chứa Kremenchuk.
Thung lũng sông có dạng hình thang, rộng  2,5 km và có thể quan sát thấy các mỏm đá kết tinh trên một chiều dài đáng kể. Ở một số nơi, thung lũng không đối xứng, bờ hữu cao và dốc còn bờ tả thì thoai thoải. Tại trung lưu, hướng của dòng sông thay đổi 180°. Vùng bãi bồi lộ rõ ở vùng hạ lưu, nó bị ngập một phần bởi nước của hồ chứa, có những khu vực đầm lầy, nó được thoát nước bên dưới Smila. Một đoạn dài đáng kể (hơn 80 km) của dải bờ sông được trồng trọt và trồng rừng.
Phụ lưu hữu ngạn gồm Sukhii Tias'myn, Sukhii Tiasmyn, Osotianka, Prosianka, Kosarka, Zhabotynka, Medvedka, Potik, Irklii, Chutka. Phụ lưu tả ngạn gồm Nerubaika, Bovtysh, Mokryi Tashlyk, Hnylyi Tashlyk, Sriblianka, Irdyn.
Dọc đoạn cuối của sông có một di chỉ quan trọng thuộc văn hóa Bilogrudivka/Chernoles gần khu định cư Subotiv. Các phát hiện này đại diện cho các phát kiến quan trọng vào cuối thời đại đồ đồng.
Các thành thị nằm ven sông Tiasmyn: Kamianka, Smila và Chyhyryn.